# Méthode de Patterson
En cristallographie, la méthode de Patterson est une méthode de solution du problème de phase lors de la détermination d'une structure cristalline. Elle fut développée par A.L. Patterson en 1934 et est utilisée pour la diffraction des rayons X.

## Problème de phase
Le problème de phase vient du fait qu'une grande partie de l'information sur la structure d'un cristal, contenue dans la phase de l'onde diffractée, n'est pas accessible expérimentalement.
Le facteur de structure d'un cristal pour une réflexion {\displaystyle hkl} s'écrit :
{\displaystyle F({\vec {H}})=\int _{x=0}^{1}\int _{y=0}^{1}\int _{z=0}^{1}\rho (x,y,z)\mathrm {e} ^{2i\pi (hx+ky+lz)}\mathrm {d} x\mathrm {d} y\mathrm {d} z=\sum _{j=1}^{n}f_{j}\mathrm {e} ^{2i\pi {\vec {H}}\cdot {\vec {r}}_{j}}=|F({\vec {H}})|\mathrm {e} ^{i\varphi ({\vec {H}})}}
où {\displaystyle {\vec {H}}} est le vecteur de diffraction de la réflexion, de composantes {\displaystyle (h,k,l)}, {\displaystyle \rho } est la densité électronique (toujours positive) de la maille, {\displaystyle {\vec {r}}_{j}} est le vecteur position et {\displaystyle f_{j}} le facteur de diffusion atomique de l'atome {\displaystyle j} dans la maille, {\displaystyle \varphi ({\vec {H}})} est la phase de la réflexion {\displaystyle hkl}.
Le facteur de structure est proportionnel à la transformée de Fourier de la maille : en effectuant la transformée de Fourier inverse, il devrait être possible de déterminer la structure de la maille. Cependant, la quantité accessible expérimentellement est l'intensité I, proportionnelle au carré de la norme du facteur de structure :
{\displaystyle I(hkl)\propto |F({\vec {H}})|^{2}}
avec h, k et l les coordonnées dans l'espace réciproque du point où l'intensité est mesurée, soit les composantes du vecteur de diffraction {\displaystyle {\vec {H}}}.
L'intensité d'une réflexion est une quantité réelle, ne contenant pas d'information sur la phase {\displaystyle \varphi } de l'onde diffractée : il n'est pas possible de déterminer directement la structure du cristal en effectuant une transformée de Fourier inverse de l'intensité mesurée. C'est le problème de phase de la cristallographie.

## Description de la méthode
La méthode de Patterson utilise les propriétés des séries de Fourier dont les coefficients sont les produits des facteurs de structure avec leurs conjugués, {\displaystyle |F({\vec {H}})\cdot F^{*}({\vec {H}})|}, afin de déterminer les vecteurs entre atomes dans un cristal. Elle n'utilise que les intensités mesurées et ne prend pas en compte les phases des facteurs de structure. Plus précisément, elle utilise le théorème de convolution : la transformée de Fourier inverse du produit des facteurs de structure avec leurs conjugués est égale à la fonction d'autocorrélation de la densité électronique, aussi appelée fonction de Patterson.
La fonction de Patterson, calculée dans l'espace direct, est constituée de maxima qui correspondent aux vecteurs entre atomes dans la structure, centrés à l'origine de la maille. Ces vecteurs sont pondérés : d'après l'expression de la fonction de Patterson, chaque maximum est obtenu par convolution des densités électroniques individuelles de deux atomes et sa valeur dépend du nombre d'électrons des atomes. Les contributions des atomes lourds (à grand numéro atomique relativement aux autres atomes du cristal) sont donc particulièrement visibles.

## Fonction de Patterson

### Définition
La fonction de Patterson est définie par
{\displaystyle P({\vec {u}})=\int _{-\infty }^{+\infty }|F({\vec {H}})\cdot F^{*}({\vec {H}})|\mathrm {e} ^{2i\pi ({\vec {H}}\cdot {\vec {u}})}{\mbox{d}}{\vec {H}}}
ou, puisque l'intensité diffractée par un cristal forme une fonction discrète dans l'espace réciproque,
{\displaystyle P({\vec {u}})=\sum _{\vec {H}}|F({\vec {H}})\cdot F^{*}({\vec {H}})|\mathrm {e} ^{2i\pi ({\vec {H}}\cdot {\vec {u}})}=\sum _{\vec {H}}|F({\vec {H}})|^{2}\mathrm {e} ^{2i\pi ({\vec {H}}\cdot {\vec {u}})}.}
La fonction de Patterson est donc la transformée de Fourier des intensités mesurées.
En utilisant les relations
{\displaystyle {\begin{array}{rclll}F({\vec {H}})&=&\displaystyle {\int _{\vec {r}}\rho ({\vec {r}})\mathrm {e} ^{2i\pi {\vec {H}}\cdot {\vec {r}}}\mathrm {d} {\vec {r}}}&&\\[2ex]F^{*}({\vec {H}})&=&\displaystyle {\int _{\vec {r}}\rho ({\vec {r}})\mathrm {e} ^{-2i\pi {\vec {H}}\cdot {\vec {r}}}\mathrm {d} {\vec {r}}}&=&\displaystyle {\int _{\vec {r}}\rho ({\vec {-r}})\mathrm {e} ^{2i\pi {\vec {H}}\cdot {\vec {r}}}\mathrm {d} {\vec {r}}}\end{array}}}
il suit que la fonction de Patterson est la fonction d'autocorrélation de la densité électronique :
{\displaystyle P({\vec {u}})=\rho ({\vec {r}})*\rho ({\vec {-r}})=\int _{\vec {r}}\rho ({\vec {r}})\cdot \rho ({\vec {u}}+{\vec {r}})\mathrm {d} {\vec {r}}.}

### Propriétés
La fonction de Patterson est toujours centrosymétrique (fonction paire), même si la densité électronique ne l'est pas, c'est-à-dire si le cristal ne possède pas de centre d'inversion.
Si la maille du cristal contient N atomes, la fonction de Patterson contient N2 maxima (puisque la densité électronique est positive en tout point), correspondant à tous les vecteurs interatomiques. Parmi ces vecteurs, N ont une longueur nulle : les maxima correspondants se superposent à l'origine dans la fonction de Patterson, qui contient donc finalement N2−N maxima.
Le maximum absolu de la fonction de Patterson est situé à l'origine et représente l'ensemble des vecteurs interatomiques entre un atome et lui-même.
La hauteur d'un maximum dans la fonction de Patterson est déterminée par le produit du nombre d'électrons de chaque atome de la paire contribuant au maximum.